# Стебельчасточеревні
Стебельчасточеревні́ (Apocrita) — підряд комах порядку Перетинчастокрилі, що містить мурах, бджіл, ос, джмелів та наїзників. Характерною особливістю представників підряду є петіоль (стебельце), що з'єднує черевце комахи з тораксом. Серед тих, хто успішно вивчав комах цієї групи — ентомолог О. О. Оглоблін.

## Класифікація
Підряд Apocrita
- Інфраряд Aculeata
  - Надродина Apoidea
    - Родина Andrenidae
    - Родина Apidae
    - Родина Colletidae
    - Родина Dasypodaidae
    - Родина Halictidae
    - Родина Megachilidae
    - Родина Meganomiidae
    - Родина Melittidae
    - Родина Stenotritidae
    - Родина Ampulicidae
    - Родина Crabronidae
    - Родина Heterogynaidae
    - Родина Sphecidae

  - Надродина Chrysidoidea
    - Родина Bethylidae
    - Родина Chrysididae
    - Родина Dryinidae
    - Родина Embolemidae
    - Родина Plumariidae
    - Родина Sclerogibbidae
    - Родина Scolebythidae

  - Надродина Vespoidea
    - Родина Bradynobaenidae
    - Родина Mutillidae
    - Родина Pompilidae
    - Родина Rhopalosomatidae
    - Родина Sapygidae
    - Родина Scoliidae
    - Родина Sierolomorphidae
    - Родина Tiphiidae
    - Родина Vespidae — Оси паперові або справжні

  - Надродина Formicoidea
    - Родина Armaniidae
    - Родина Formicidae (мурахи)
- Інфраряд Parasitica — Їздці
  - Надродина Ceraphronoidea
    - Родина Ceraphronidae
    - Родина Megaspilidae

  - Надродина Chalcidoidea
    - Родина Agaonidae
    - Родина Aphelinidae
    - Родина Chalcididae
    - Родина Eucharitidae
    - Родина Eulophidae
    - Родина Eupelmidae
    - Родина Eurytomidae
    - Родина Leucospidae
    - Родина Mymaridae
    - Родина Ormyridae
    - Родина Perilampidae
    - Родина Pteromalidae
    - Родина Rotoitidae
    - Родина Signiphoridae
    - Родина Tanaostigmatidae
    - Родина Tetracampidae
    - Родина Torymidae
    - Родина Trichogrammatidae

  - Надродина Cynipoidea
    - Родина Austrocynipidae
    - Родина Cynipidae
    - Родина Figitidae
    - Родина Ibaliidae
    - Родина Liopteridae

  - Надродина Evanioidea
    - Родина Aulacidae
    - Родина Evaniidae
    - Родина Gasteruptiidae

  - Надродина Ichneumonoidea
    - Родина Braconidae
    - Родина Ichneumonidae

  - Надродина Megalyroidea
    - Родина Megalyridae

  - Надродина Mymarommatoidea — Serphitoidea
    - Родина Mymarommatidae

  - Надродина Platygastroidea
    - Родина Platygastridae
    - Родина Scelionidae

  - Надродина Proctotrupoidea
    - Родина Austroniidae
    - Родина Diapriidae[1]
    - Родина Heloridae
    - Родина Maamingidae
    - Родина Monomachidae
    - Родина Pelecinidae
    - Родина Peradeniidae
    - Родина Proctorenyxidae
    - Родина Proctotrupidae
    - Родина Roproniidae
    - Родина Vanhorniidae

  - Надродина Serphitoidea Brues, 1937[2]
    - Родина Serphitidae (Aposerphites — Jubaserphites — Microserphites — Serphites)[3][4]

  - Надродина Stephanoidea
    - Родина Stephanidae

  - Надродина Trigonaloidea
    - Родина Trigonalidae